# بكتيريا مائية بحيرية
بكتيريا مائية بحيرية (الاسم العلمي: Aquabacterium limnoticum) هي نوع من البكتيريا، سلبية الغرام، تتبع جنس البكتيريا مائية.